# Traunreut
Traunreut – miasto w Niemczech, w kraju związkowym Bawaria, w rejencji Górna Bawaria, w regionie Südostoberbayern, w powiecie Traunstein. Leży około 12 km na północny zachód od Traunsteinu, nad rzeką Traun, przy drodze B304 i linii kolejowej Traunstein – Mühldorf am Inn.

## Demografia
Dane o ludności z 31 grudnia 2008:
| Opis                                | Ogółem | Ogółem | Kobiety | Kobiety | Mężczyźni | Mężczyźni |
| ----------------------------------- | ------ | ------ | ------- | ------- | --------- | --------- |
| Jednostka                           | osób   | %      | osób    | %       | osób      | %         |
| Populacja                           | 20 922 | 100    | 10 802  | 51,63   | 10 120    | 48,37     |
| Wiek przedprodukcyjny (0–17 lat)    | 3413   | 16,31  | 1685    | 8,05    | 1728      | 8,26      |
| Wiek produkcyjny (18–65 lat)        | 12 808 | 61,22  | 6359    | 30,39   | 6449      | 30,82     |
| Wiek poprodukcyjny (powyżej 65 lat) | 4701   | 22,47  | 2758    | 13,18   | 1943      | 9,29      |

## Podział administracyjny
W skład miasta wchodzą następujące dzielnice: Anning, Arleting, Attenmoos, Au, Biebing, Buchberg, Daxberg, Fasanenjäger, Frauenhurt, Frühling, Gigling, Grasreit, Haßmoning, Heiming, Hinterwies, Höberich, Hochreit, Höhe, Höhenberg, Hohenester, Hölzl, Holzreit, Hörpolding, Hörzing, Hurt, Hurtöst, Irsing, Kirchstätt, Mais, Matzing, Narnberg, Neudorf, Neugaden, Niedling, Nunhausen, Oberhaus, Oberwalchen, Oderberg, Parzing, Pertenstein, Pierling, Plattenberg, Poschmühle, Reit, Roitham, Schlichtersberg, Schmieding, Schneckenberg, Sieglreit, St. Georgen, Stein an der Traun, Steineck, Traunwalchen, Walchenberg, Walding, Weiher, Weisbrunn, Weisham, Wiesen, Zieglstadl i Zweckham.

## Polityka
Burmistrzem miasta jest Franz Parzinger z CSU, rada gminy składa się z 30 osób.
|      | CSU | SPD | Zieloni | UW | BL | ABU | Razem |
| 2008 | 14  | 6   | 3       | -  | 3  | 4   | 30    |
| 2002 | 13  | 5   | 1       | 1  | 3  | 7   | 30    |